# Wie ich lernte, die Zahlen zu lieben
Wie ich lernte, die Zahlen zu lieben ist ein deutscher Dokumentarfilm von Oliver Sechting und Max Taubert aus dem Jahr 2014 über Künstler in New York City und zugleich das filmische Psychogramm eines an einer Zwangsstörung Erkrankten.

## Inhalt
Die Berliner Freunde Oliver Sechting und Max Taubert wollen einen Dokumentarfilm über Künstler in New York drehen, doch dort angekommen bereitet Olivers Zwangsstörung seinem Kompagnon Max arge Probleme. Da sich ihr eigentliches Vorhaben nicht mehr realisieren lässt, entscheiden die beiden Regisseure, ihren Konflikt und Olivers Erkrankung in den Fokus der Dreharbeiten zu stellen. Sie führen aber parallel ihre geplanten Dreharbeiten mit Regisseuren wie Tom Tykwer, Ira Sachs, Jonathan Caouette, Yony Leyser und der transmedialen Künstlerin Phoebe Legere fort. Die Interviewten gehen zwar auf ihre Situation ein, können aber nicht helfen. Nur Warhol-Superstar Ultra Violet schafft es vielleicht, Oliver eine andere Sichtweise zu eröffnen, um besser mit seiner Erkrankung umzugehen.

## Notizen
Nach seiner Uraufführung 2014 im Wettbewerb des Filmfestivals Max Ophüls Preis in Saarbrücken wurde Wie ich lernte, die Zahlen zu lieben auf weiteren Festivals gezeigt, so im selben Jahr beim Exground-Filmfestival in Wiesbaden, beim Pink Apple Filmfestival in Zürich, beim LGBT-Filmfestival Asterisco in Buenos Aires, beim Internationalen Filmfestival Havanna und 2016 beim Deutschen Filmfestival im Goethe-Institut Lissabon. Außerdem lief das Werk 2014 in Arthouse-Kinos, im Fernsehen (RBB und NDR) sowie bei Sonderveranstaltungen zum Thema Seelische Gesundheit, zum Beispiel 2018 im Rahmen der Gütersloher Woche der seelischen Gesundheit und 2014 als Eröffnungsfilm der Rostocker Filmtage zur Entstigmatisierung psychischer Erkrankungen.
Oliver Sechting hielt Vorträge in Verbindung mit Aufführungen des Films, unter anderem 2017 in der Heinrich-Böll-Stiftung in Berlin, 2018 in der Fritz Thyssen Stiftung in Köln sowie 2019 in der Technischen Hochschule Nürnberg Georg Simon Ohm (ausgerichtet von der Fakultät für Sozialwissenschaften) und im Ameos-Klinikum im österreichischen Bad Aussee. In der Schweiz zum Beispiel 2017 in der Psychiatrischen Universitätsklinik Zürich.

## Rezeption
Der Film hatte ein großes positives Medienecho und stach in der deutschen Filmfestival-Saison 2014 medial heraus. 3sat-Abenteuer Kino begleitete die beiden Nachwuchsregisseure beim Filmfestival Max Ophüls Preis: „Farben, Liebe, Kraft und Freude am Spiel. Dieser Film hat alle Attribute eines Gewinnerfilms. Obwohl noch weitere Attribute ihn auszeichnen: Humor, Hingabe, Not, Verzweiflung, Witz und Mut“. SR-Kulturzeit meinte: „Ein dramaturgisch dichter Dokumentarfilm, der berührt.“ Der Filmkritiker Knut Elstermann (Radio Eins) sah ein „humorvolles Werk, voller Selbstironie und Lebendigkeit, völlig unverkrampft und ohne jedes Selbstmitleid“ und fand es „in jeder Hinsicht großartig.“ Die Berliner Morgenpost schrieb, Wie ich lernte, die Zahlen zu lieben sei ein vielversprechendes Debüt und der erste deutsche „Selfie-Film“. Das Zitty-Magazin resümierte: „Ein ungewöhnlicher, unbedingt sehenswerter Film.“ Auch die medizinische bzw. sozialpsychiatrische Fachpresse äußerte sich voller Lob: „Die Stilbrüche, die sich aus der Innenansicht einer Zwangsstörung und der schrillen New Yorker Künstlerszene ergeben, zu einer Einheit zusammenzufügen, ist echte Filmkunst.“ (Wolf Hartmann, Redakteur der Deutschen Gesellschaft Zwangserkrankungen in der Z-Aktuell, 2014). „Die große Offenheit, mit der in diesem Film über die Erkrankung erzählt wird, ist ein guter Schritt in eine neue Richtung im Umgang mit der Zwangserkrankung.“ (Dr. Sandra Elze & Dr. Michael Elze, Filmrezensionen)

## Auszeichnungen
- 2014: Nominierung als bester Dokumentarfilm beim Max-Ophüls-Preis.[17]
- 2014: Nominierung als bester Dokumentarfilm beim Filmfestival Achtung Berlin.
- 2015: Medienpreis der Deutschen Gesellschaft Zwangserkrankungen.